# オオヤマツミ

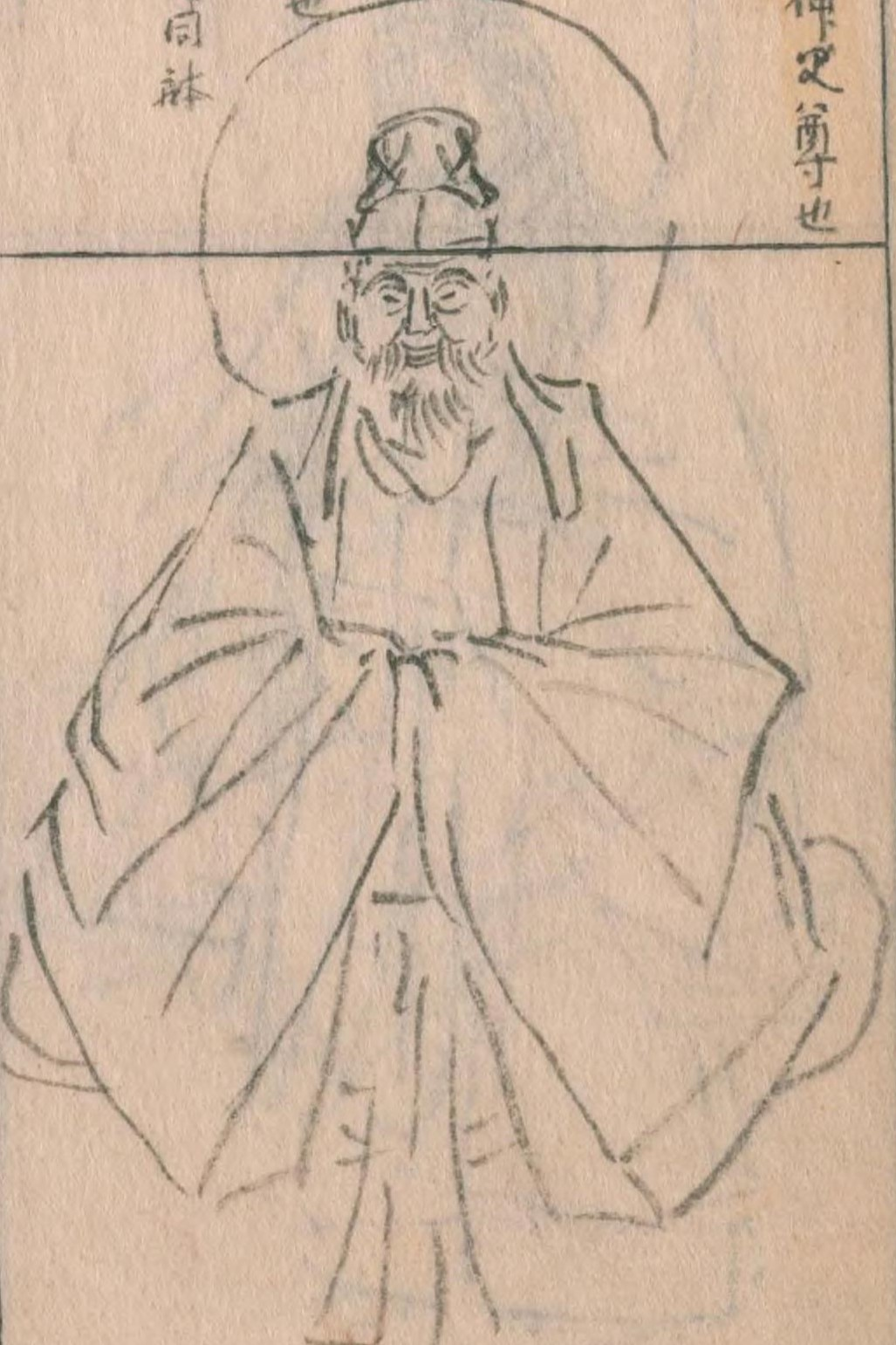
『神仏図会』より「大山祇尊」

神産み神話（イザナギ・イザナミが生んだ神々） SVGで表示（対応ブラウザのみ）

大山津見神（おおやまつみのかみ、おおやまづみのかみ）は、日本神話に登場する神。

## 神名
『古事記』では大山津見神、『日本書紀』では大山祇神、釈日本紀が引く『伊予国風土記』（逸文）では大山積神が使用される。別名、三島神、和多志大神、酒解神。
神社の祭神としては、神社本庁傘下の神社1万318社のうち、85%が「大山祇神」、9%が「大山津見神」、5%が「大山積神」と表記するという。他に大山津美神、大山住神、大山都見神、大山都美神、大山須美神などの表記も見られる。
寒川神の父とされる大水上命も同一視される。

## 神話での記述
『古事記』では、神産みにおいて伊邪那岐命と伊邪那美命との間に生まれた。『日本書紀』では、イザナギが軻遇突智を斬った際に生まれたとしている。
古事記、日本書紀共に、オオヤマツミ自身についての記述は少ない。天孫降臨の後、邇邇芸命はオオヤマツミの娘である木花之佐久夜毘売と出逢い、オオヤマツミはコノハナノサクヤビメとその姉のイワナガヒメを差し出した。ニニギが容姿が醜いイワナガヒメだけを送り返すと、『古事記』ではオオヤマツミはそれを怒り、「イワナガヒメを添えたのは、天孫が岩のように永遠でいられるようにと誓約を立てたからで、イワナガヒメを送り返したことで天孫の寿命は短くなるだろう」と告げた。
一方、『日本書紀』では、天孫の寿命を縮めたのはオオヤマツミではなくイワナガヒメとなっており、更にオオヤマツミについての記述が減っている。

### 系譜
草と野の神である鹿屋野比売神（野椎神）との間に以下の四対八柱の神を生んでいる。
- 天之狭土神・国之狭土神
- 天之狭霧神・国之狭霧神 - 天之狭霧神は遠津山岬多良斯神の母遠津待根神の親
- 天之闇戸神・国之闇戸神
- 大戸惑子神・大戸惑女神

この他に母について言及されない子として、
- アシナヅチ・テナヅチ - 八俣遠呂智退治において、須佐之男命の妻となる櫛名田比売の父と母
- 神大市比売 - 年神とウカノミタマの母
- 木花知流比売 - 布波能母遅久奴須奴神の母。布波能母遅久奴須奴神の子孫に大国主神。
- イワナガヒメ
- コノハナノサクヤビメ

がいる。
饒速日尊の妻である天知迦流美豆比売の父とも言われる。

## 解説
神名の「ツ」は「の」、「ミ」は神霊の意なので、「オオヤマツミ」は「大いなる山の神」という意味となる。
ユネスコの記憶遺産に登録された山本作兵衛が描いた筑豊の炭鉱画の中でも、オオヤマツミに関する記述がある。

## オオヤマツミを祀る神社

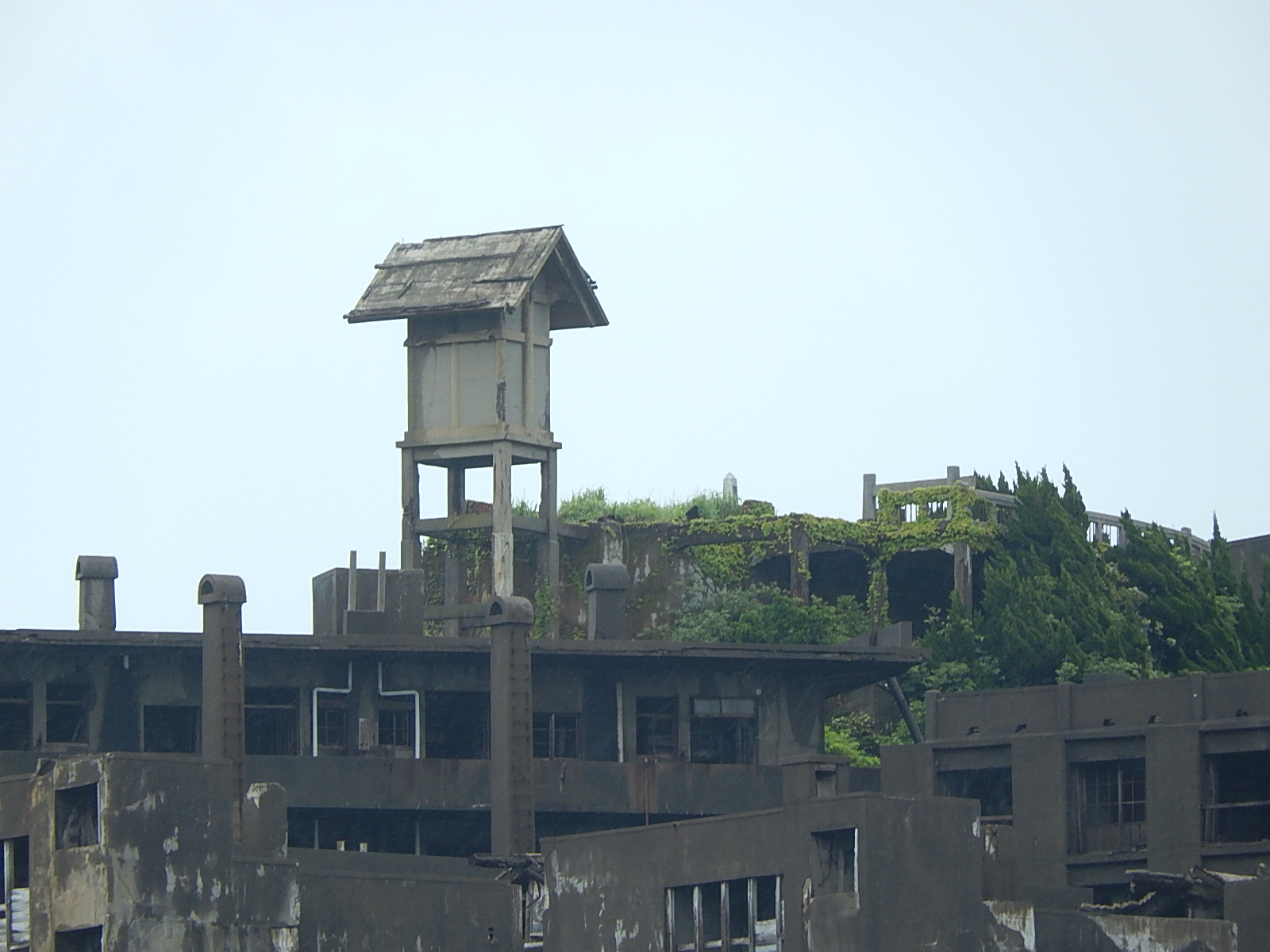
軍艦島の端島神社はオオヤマツミを祀る

全国の大山祇神社（山積神社/大山積神社/大山津見神社含む）の他、三島神社（三嶋神社）や山神社（山神神社）の多くで主祭神として祀られている。
1973年1月大三島大社講（大山祇神社）発行の『大三島宮』によると、その数はそれぞれ897社、402社、3075社である（次項以降の神社数を含め、『大三島宮』（大山祇神社発行）に記載されている、1972年8月の神社本庁調査に基づく）。なお、この集計では三島神社や山神社を称していても、主祭神が大山祇神でない神社は除外されている。

### 大山祇神社
全国に897社ほど。総本社は大山祇神社（愛媛県今治市大三島）である。三島神社とほぼ同一の信仰を持つ神社もあれば、鉱山開発を目的に勧請された神社もある。高知県113社、群馬県79社、福岡県75社、福島県60社、長崎県53社などに多い。大山積神社、山積神社、山住神社と書く神社もある。
総本社である大山祇神社のある愛媛県は三島神社として勧請される例が多く、大山祇神社は18社と限られる。
戦前にはサイパンのロタ島、樺太の川上村にも大山祇神社が勧請されていた。

### 三島神社
全国に402社ほど。三嶋大明神としての大山祇神を祀る。総本社は大山祇神社（愛媛県今治市大三島）及び三嶋大社（静岡県三島市）である。大山祇神社のある愛媛県が130社で突出しており、同県の神社の約10%を占める。続いて福島県29社、高知県20社、茨城県18社、大分県18社などが続く。
1873年に三嶋大社の主祭神が大山祇神から事代主神に変更されたため（のち大山祇神・事代主神二神同座に再度変更）祭神に混乱が生じている。例えば、三嶋大社のある静岡県には36社の三島神社が存在するが、元々妃神や御子神のみを祀る三島神社が多かったことに加えて、三嶋大社の主祭神変更を受けて一部の神社が同調し、大山祇神を祀る三島神社は13社となっている。また、福岡県も同様で、事代主神に変更した三島神社が多いため大山祇神を祀る三島神社は24社中12社になっている。

### 山神社
全国に3075社ほど。大山祇神社（愛媛県今治市大三島）の分社や、その地方の山神を大山祇神として崇めた神社が含まれる。比較的小規模な神社が多く、ごく小規模な神社や境内社といった形で祀られる例が多い。大半は明治以降の付会とされるが、瀬戸内海の沿岸部や東海地方に多いといった地域的な偏りもみられる。県別では、愛知県311社、静岡県257社、長野県204社、大分県191社、徳島県168社、福島県165社、山形県150社、兵庫県145社、岐阜県132社、山梨県131社などとなっている。

### 十二神社
全国に438社ほどある十二神社も、うち65%が十二様としての大山祇神を祀る（2007年國學院大學発行『現代・神社の信仰分布』に拠る）。新潟県の中山間部を中心に存在する。小規模社が多い。
伊予の大山祇神社や伊豆の三嶋大社を中心とする「三島・大山祇信仰」とは別系統で、本来はこの地域土着の山の神の信仰である。

### その他
大山阿夫利神社（神奈川県伊勢原市）や梅宮大社（京都市右京区）、湯殿山神社（山形県鶴岡市）などでも主祭神ととされる。そのほか酒造や各地の山岳信仰と結びついたり、大山祇神社や三嶋大社と関連する社でも三島神社や大山祇神社、山神社以外の名称を名乗る神社が存在し（一宮神社、稲爪神社、瀬戸神社、大山神社等）、大山祇神を祀る神社は相当数にのぼる。浅間神社等でも主祭神として扱われていることがある。
配神や境内外社としてよく祀られる神の1柱でもあり、伊勢神宮内宮（三重県伊勢市）にも大山祇神社が勧進されている。上述の『大三島宮』によると、大山祇神を祀る神社は、小規模社や境内社・配神等を含めると全国に1万318社存在する。この数は日本神話の神の中で5番目に多いという。2019年の平泉らの研究でも、大山祇神社700社余りに対して、大山祇命を祀る神社が6100社、大山積命を祀る神社が960社存在するとした。
鉱山開発には大山祇神を祀るのが通例であり、1940年発行の『全国鉱山と大山祇神社』（大山祇神社）によると、その数は72社、事業所内の神璽奉斎を含めると300を超える鉱山で祀られた。その後閉山に伴い一部は大三島の本社に還御されたり、近隣の浅間神社などに合祀された。現存するものとしては、別子銅山の山根大山積神社（愛媛県新居浜市）が規模が大きく、境内に別子銅山記念館が整備されているほか、住友金属鉱山の本社屋上にも大山積神社が勧請されている。また、同社が開発する菱刈金山では、1990年に山神社の下から新たな鉱脈が発見され、山神鉱床と命名された。
元々鉱山開発目的に勧請されたが、後に役割を変えたところもある。長崎県西海市の大山祇神社は、鉱山閉山に伴い近隣の浅間神社に一旦合祀されたが、後になって造船所進出に伴い航海神の側面も重視して再建された。造船や海事産業と結びついた大山祇・三島神社は他にもいくつかある。
熊本県荒尾市の三井三池炭鉱旧万田坑の構内にある山ノ神祭祀施設 - 文化遺産オンライン（文化庁）は、1916年（大正5年）に大山祇神を分祀した祠だが、文化財保護法の重要文化財に指定されており、「明治日本の産業革命遺産 製鉄・製鋼、造船、石炭産業」の構成資産として世界遺産になっている。
軍艦島の端島神社も金刀比羅宮とともにオオヤマツミを合祀していた。世界遺産の暫定リストに入っている佐渡金山も、相川と西三川の大山祇神社をその構成要素に含んでいる。